# 퀘타 국제공항
퀘타 국제공항(영어: Quetta International Airport, IATA: UET, ICAO: OPQT)은 퀘타에 위치한 파키스탄의 국제공항으로 현재 퀘타 국제공항은 10개의 국내선 노선과 2개의 국제선을 운항하고 있으며 2개의 화물 노선도 운항하고 있다.

## 운항 노선

### 국제선
| 항공사       | 목적지 |
| ------------ | ------ |
| 플라이두바이 | 두바이 |

### 국내선
| 항공사            | 목적지                         |
| ----------------- | ------------------------------ |
| 파키스탄 국제항공 | 이슬라마바드, 카라치, 페샤와르 |
| 에어 블루         | 카라치                         |
| 에어시알          | 이슬라마바드, 카라치           |
| 세레네 에어       | 이슬라마바드, 카라치, 라호르   |

## 연계 교통

### 도로 교통
- 자동차
- 버스

## 같이 보기
- 파키스탄의 교통